# Cannon Air Force Base
Cannon AFB is een vliegbasis van de United States Air Force en plaats (census-designated place) in de Amerikaanse staat New Mexico zo'n elf kilometer ten zuidwesten van het stadje Clovis, en valt bestuurlijk gezien onder Curry County.
De host wing op Cannon is de 27th Special Operations Wing (27 SOW). De eenheid valt onder het Special Operations Command van de luchtmacht (AFSOC), dat op 1 oktober 2007 op de basis werd geactiveerd. De 27 SOW plant en voert gespecialiseerde en noodoperaties uit met behulp van geavanceerde vliegtuigen, tactieken en technieken voor het bijtanken van lucht om speciale operatietroepen (SOF) te infiltreren, te exfiltreren en te bevoorraden en inlichtingen, bewaking en verkenning en luchtsteun te bieden ter ondersteuning van SOF-operaties.
Een verscheidenheid aan speciale operatievliegtuigen is gestationeerd op Cannon, waaronder de AC-130J Ghostrider, de MC-130J Commando II, de MQ-9 Reaper, de CV-22 Osprey en de U-28 Draco.
Cannon Air Force Base is genoemd ter ere van generaal John K. Cannon (1892-1955). Van 1945 tot 196 en van 1948 tot 1951 was hij commander van de United States Air Forces in Europe.

## Demografie
Bij de volkstelling in 2000 werd het aantal inwoners vastgesteld op 2557.

## Geografie
Volgens het United States Census Bureau beslaat de plaats een oppervlakte van
13,7 km², geheel bestaande uit land.

## Plaatsen in de nabije omgeving
De onderstaande figuur toont nabijgelegen plaatsen in een straal van 28 km rond Cannon AFB.